# 수암시장
수암시장은 울산광역시 남구에 위치한 전통시장이다. 1970년 초반에 설립되었으며, 120개 이상의 과일, 채소, 육류, 수산물 등의 식품 및 한약이나 의류를 판매하는 상점이 입점해 있다. 수암동의 홈플러스에 불과 100m가량밖에 떨어져 있지 않으며, 이로써 시장의 가격은 경쟁력을 갖추게 된다.

## 가는 길
- 버스 이용 시 공업탑에서 야음동 방향으로 동서오거리를 지나 신정현대홈타운 입구에서 하차할 수 있다.

126, 206, 216, 226, 256, 266, 406, 426, 705번 버스 이용.

## 같이 보기
- 한국 시장 목록
- 한국 관광 명소 목록